# Sandford (Wight)
Sandford – osada w Anglii, na wyspie Wight. Leży 9 km na południowy wschód od miasta Newport i 125 km na południowy zachód od Londynu.